# Florichelifer aureus
Genre
Espèce
Florichelifer aureus, unique représentant du genre Florichelifer, est une espèce de pseudoscorpions de la famille des Cheliferidae.

## Distribution
Cette espèce est endémique de Floride aux États-Unis.

## Description
Les mâles mesurent de 2,18 à 2,20 mm et les femelles de 2,8 à 3,2 mm.

## Publication originale
- Hoff, 1964 : Atemnid and cheliferid pseudoscorpions, chiefly from Florida. American Museum Novitates, no 2198, p. 1-43 (texte intégral).